# Gabelli (cognome)
Gabelli è un cognome di lingua italiana.

## Varianti
Agabio, Agabiti, Agabito, Agape, Agapi, Agapiti, Agapito, Appiotti, Biduzzi, Bielli, Bietti, Bioletti, Bit, Bitelli, Bitetti, Bitti, Bittolo, Butti, Buzzi, Cabella, Cabutti, Gabbioli, Gabella, Gabellini, Gabetti, Gabioli, Gabos, Gabotto, Gabuti, Gabutti, Gabuzzi, Gavuzzi, Patuzzi, Pettazzi, Pettazzoni, Pettoello, Pit, Pitassi, Piticco, Pitocchino, Pitocco, Pitott, Pitt, Pittani, Pittano, Pitti, Pittiani, Pittini, Pittis, Pittoni, Pituello.

## Origine e diffusione
Il cognome è tipicamente piemontese e lombardo.
Potrebbe derivare dal prenome Agapito. Potrebbe in parte essere affine ai cognomi Agati e Agazzi; non è invece legato al termine arabo qabāla, "riscossione".
La variante Gabuzzi è lombarda e piemontese; Pit, Pitt, Pettoello, Pituello, Bittolo, Gabos e Pittis sono friulani; Agape, Agabito e Agapito sono panitaliani; Agabio è sardo; Appiotti compare in Piemonte.

## Persone
- Alessandro Gabelli, noto anche con lo pseudonimo di Alex Belli (1982) – attore, modello e fotografo italiano
- Aristide Gabelli (1830-1891) – pedagogista e politico italiano
- Federico Gabelli (1832-1889) – ingegnere e politico italiano
- Mario Gabelli (1942) – economista e filantropo statunitense di origine italiana
- Ottone Gabelli (1880-1939) – diplomatico e scrittore italiano, governatore dell'Eritrea nel 1935